# 滋賀県信用組合
滋賀県信用組合（しがけんしんようくみあい）は、滋賀県甲賀市に本店を置く信用組合。

## 沿革
- 1951年12月 甲賀信用協同組合として設立。
- 1954年5月 甲賀信用組合に改称。
- 1968年1月 滋賀県商工信用組合に改称。
- 1982年4月 滋賀県信用組合に改称。
- 1987年10月 滋賀たばこ信用組合と合併する。
- 1999年4月 高島信用組合の事業を譲り受ける。
- 1989年12月 総預金1,000億円達成。

## 主なサービス
しんくみ お得ねっと提携信用組合のカードによる出金は自組合扱いとなる。セブン銀行と提携し、平日8:45-18:00、土曜9:00-14:00は手数料0円で利用できる。また、当組合では「組合員様特別ご優待サービス」を実施しており、自組合設置ATM時間外手数料の完全無料化、定期預金利率の優待などが受けられる。